# Kalle Ankas deckarroman
Kalle Ankas deckarroman (engelska: Duck Pimples) är en amerikansk animerad kortfilm med Kalle Anka från 1945.

## Handling
En kväll när Kalle Anka lyssnar på radio får han besök av en mystisk bokförsäljare från ingenstans och sedan försvinner och lämnar efter sig ett flertal deckarromaner.
Kalle bestämmer sig för att läsa någon av böckerna och dras in i handlingen så pass att figurerna plötsligt kliver ur boken och in i hans vardagsrum. Det dröjer inte länge förrän Kalle blir inblandad i ett mord som skett i boken.

## Om filmen
Filmen hade svensk premiär den 18 februari 1946 på biografen Spegeln i Stockholm.

## Rollista (i urval)
- Clarence Nash – Kalle Anka[6]
- Doodles Weaver – radiopratare
- Billy Bletcher – radioskådespelare[7]